# Bridport
Bridport est une ville du district du West Dorset, dans le comté du Dorset, en Angleterre. Son centre est situé à environ 2,4 kilomètres (1,5 mile) du littoral de la Manche et établi à l’ouest du confluent du fleuve côtier Brit et de son affluent Simene et au nord du confluent entre Brit et Asker (en). Ses origines sont saxonnes et depuis le Moyen Âge, elle a longtemps été un centre de fabrication de cordes et de filets, utilisant le lin et le chanvre cultivés dans la campagne environnante. Elle comptait 13 568 habitants au moment du recensement de 2011, en y incluant les paroisses civiles voisines de Allington, Bradpole et Bothenhampton.
Sur la côte et sur le territoire de Bridport, est situé West Bay. C’était autrefois surtout un port de pêche, désigné sous le nom de Bridport Harbour, mais aussi aujourd’hui un port de plaisance et une station balnéaire appréciée des touristes. Situé sur la Côte Jurassique, le site de West Bay est dominé par des falaises, où les fossiles sont abondants. West Bay a été le lieu de tournage principal en 2012 de la série télévisée Broadchurch.

## Jumelages
- Saint-Vaast-la-Hougue (France) depuis 1979[1].

## Personnalités liées à la ville
- Charles W. Bartlett (1860-1940), artiste-peintre, y est né ;
- PJ Harvey (1969-), chanteuse, auteure-compositrice de rock alternatif, y est née ;
- Frederick Stratten Russell (1897-1984), zoologiste, y est né ;
- Frederick Weld (1823-1891), homme d'État britannique, sixième premier ministre de Nouvelle-Zélande, y est né.